# 戴维·科利特
戴维·科利特（英語：David Collet，1901年10月19日—1984年4月26日），英国男子赛艇运动员，毕业于剑桥大学。他曾代表英国参加1928年夏季奥林匹克运动会赛艇比赛，获得男子单人双桨铜牌。